# Renate Noll-Wiemann
Renate Elisabeth Noll-Wiemann (* 23. Januar 1939 in Berlin als Renate Wiemann; † 19. Juni 2021) war eine deutsche Anglistin.

## Leben
Noll-Wiemann war von 1965 bis 1972 wissenschaftliche Mitarbeiterin beim Deutschen Sprachatlas in Marburg. Nach der Promotion zum Dr. phil. an der Universität Marburg am 8. Februar 1969 mit der Dissertation Die Erzählstruktur im Volksbuch Fortunatus wurde sie Habilitationsstipendiatin der Deutschen Forschungsgemeinschaft. Es folgte 1974 die Habilitation an der Philosophischen Fakultät der Marburger Universität mit der Arbeit Der Künstler im englischen Roman des 19. Jahrhunderts. 1974 hatte sie an dieser Universität eine Gastprofessur inne.
Noll-Wiemann war ab 1976 als Privatdozentin wissenschaftliche Assistentin an der Universität Wuppertal. 1978 und 1979 übernahm sie außerdem Lehraufträge in Göttingen. Dort wurde sie 1979 Mitglied des Wissenschaftlichen Landesprüfungsamtes für Lehrämter. An der Göttinger Universität übernahm sie 1983 eine Professur für Neuere Englische Literatur.

## Schriften (Auswahl)
- Die Erzählstruktur im Volksbuch Fortunatus. Olms, Hildesheim 1970, OCLC 432864549.
- Der Künstler im englischen Roman des 19. Jahrhunderts. Winter, Heidelberg 1977, ISBN 3-533-02572-1.